# HMS Cleopatra (33)
«Клеопатра» (33) (англ. HMS Cleopatra (33) — військовий корабель, легкий крейсер типу «Дідо» Королівського військово-морського флоту Великої Британії за часів Другої світової війни.

## Історія створення
«Клеопатра» був закладений 5 січня 1939 року на верфі компанії Hawthorn Leslie and Company, Геббурн. 5 грудня 1941 року увійшов до складу Королівських ВМС Великої Британії.